# Tecomán
Tecomán es una ciudad mexicana situada en el estado de Colima, siendo la cabecera del municipio homónimo. Se ubica en el valle de Tecomán, el cual es denominado como La Capital Mundial del Limón.
Tecomán, siendo la cuarta ciudad más poblada del estado en conjunto con su municipio homónimo y el municipio de Armería conforman la zona metropolitana de Tecomán, la cual tenía alrededor 143 931 habitantes en 2020.

## Toponimia y escudo
El 27 de enero de 2017, el H. Congreso del Estado otorgó el título de Heroica Ciudad de Tecomán por la defensa que sus pobladores hicieron durante la conquista de los españoles a México, en la que realizaron actos de valentía al luchar por el pueblo, defendiendo su región, familias y posesiones. 

### Toponimia
La palabra “Tecomán”, de origen náhuatl, se compone de los términos tecol o tecolli (“abuelo” o “tío hermano de abuelo”) y man (“lugar”), que en conjunto significan “el lugar de nuestros abuelos”.

### Escudo

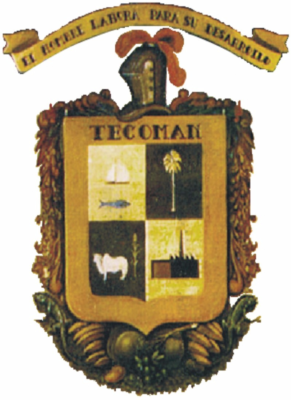
Escudo del Municipio de Tecomán.

El escudo de Tecomán en su parte superior, posee flotante, un listón dorado con la leyenda "El hombre labora para su desarrollo".
El escudo muestra un velero deportivo, y un pez en referencia al turismo y la pesca.  Una palmera en referencia a la agricultura y un toro semental a la  ganadería. Una instalación industrial hace referencia a la transformación de las materias primas que produce la región.
Los yelmos aunados con adornos vegetales de trazo indígena, y combinadamente de trazo hispánico sintetizan las dos culturas origen de la población.
Las dos figuras de animales; iguanas, representativas de la fauna regional, son acompañadas por una representación de los principales productos regionales: coco, limón, plátano, aguacate y mango.

## Historia

### Inicios
A la llegada de los españoles el territorio o reino de Colliman  estaba conformado por el grupo indígena de los tecos, afincados en el pueblo de Caxitlán, en el valle de Tecomán; constituían el grupo más fuerte de la región en el que radicaba el hueytlatoani Colimotl (cacique dominante). Fue precisamente en Caxitlán en donde los conquistadores tuvieron su primer asentamiento, de lo cual queda registro en la Cédula Real fechada el 26 de junio de 1530, en ella la reina de España otorgaba armas para Jerónimo López y cuya letra dice: “Los españoles tuvisteis un gran encuentro de batalla con los naturales que estaban retraídos y fortalecidos en la dicha población de Tucumán (Tecomán), en el cual dicho término se fundó una villa de españoles, en la cual residisteis”.
La villa primigenia estaba ubicada a cinco kilómetros al norte de la actual estación de ferrocarriles de Tecomán, en donde quedan uno de los pocos vestigios de lo que fue Caxitlán, los centenarios muros desnudos del mesón de Caxitlán. Se ha considerado históricamente al Valle de Tecomán como la región más importante del Reino de Colima.

### Conquista y Colonia
Después de la toma de Tenochtitlan por los españoles y de haberse aliado con los purépechas, el emisario de Hernán Cortés, Francisco Montaño, que se había aventurado hasta Tzintzuntzan, recogió un informe de los michoacanos que decían que al poniente del imperio del Caltzontzin se encontraba un lugar dominado por el Rey Colima. Hernán Cortés, pensó en conquistar Colima, pero Juan Rodríguez de Villafuerte precipitó sus planes al desobedecer sus órdenes y ser el primero en explorar la zona, a su llegada a Trojes es derrotado en una emboscada del Rey Colima. Poco después decidió encargarle la empresa a Juan Álvarez Chico. Éste salió con un pequeño ejército por el camino de Toluca, hacia la costa Michoacana.
Al cruzar la comitiva, un desfiladero en Colima los colimenses atacaron por sorpresa, muriendo en la batalla Juan Álvarez Chico junto con otros españoles que fueron derrotados en la batalla. Después de esta derrota la expedición punitiva fue confiada a Cristóbal de Olid que en 1522 fue enviado a conquistar Michoacán en nombre de Hernán Cortés, y ya que se encontraba por los rumbos, fue enviado a auxiliar a Juan Álvarez Chico en la provincia de Colima, donde él también fue derrotado por el Rey Colima en el Paso de Alima y/o Palenque de Tecomán. Cortés confía la siguiente expedición a Gonzalo de Sandoval, que derrota en Colima a los colimenses, donde se rindió el Rey Colima.
Tras la conquista de México, el 25 de julio de 1523 el conquistador español Gonzalo de Sandoval fundó en Caxitlán (Municipio de Tecomán) la primitiva Villa de Colima y el primer Ayuntamiento de occidente de la Nueva España.
Ese mismo año se funda Tecomán a dos leguas de Caxitlán. El factor principal fue la conveniencia para los españoles para invitar a los indígenas a fundar un pueblo, al cual denominaron "Santiago de Tecomán". El nombre de Santiago lo tomaron del apóstol que veneraban como patrón del hospital que data aproximadamente de 1550. Conservó ese nombre hasta finales del siglo pasado.
En la historia de Tecomán se destaca el poblado de Caxitlán (1523-1862), que corresponde al sitio donde se fundó la primitiva Villa de Colima y el primer ayuntamiento de occidente de la Nueva España por el conquistador Gonzalo de Sandoval, el 25 de julio de 1523, ubicado en el Valle de Tecomán. A la llegada de los españoles la zona estaba habitada por los Tecos, los cuales tenían como sede al pueblo de Caxitlán. Históricamente el valle de Tecomán ha sido la región más importante del Reino de Colima. Caxitlan entra en decadencia producto de descuidadas administraciones pastorales, cambios en la adscripción diocesana, el traslado de la sede parroquial.  A principios de octubre de 1800 el pueblo indígena de Santiago Tecomán jurídicamente ya era curato en encomienda y al poco tiempo ocurre el incendio del templo "parroquial “de Caxitlan”. El incendio en Caxitlan destruyó el templo y gran número de casas, por lo que la emigración a Valenzuela se incrementó, llegando a ser a mediados del siglo XIX, esta última población, la más importante del Valle.

### Independencia
En 1812 los capitanes Pedro y Manuel Regalado, al frente de guerrillas tomaron los pueblos de Tecomán y Caxitlán, habiendo asaltado el importante centro de producción salinera de El Real de San Pantaleón.
El 29 de diciembre de 1826, el Padre Alcaraz, en compañía de los alcaldes de Caxitlán, reconoció, contó y herró los bienes pertenecientes a la Cofradía. Otro poblado relacionado fue Valenzuela (1778-1885). Este pueblo llegó a contar con 342 habitantes la mayoría pobladores de origen europeo, y estaba situado a 6 km al norte de Tecomán. Era el núcleo más representativo del mestizaje del valle de Tecomán en esa época. Tuvo una iglesia,  una amplia plaza y un panteón, que llegó a tener mucho uso, pues con motivo de una epidemia de sarampión en 1826, sepultaron allí a 120 personas. 
A mediados del siglo pasado llegó a alcanzar mayor importancia económica y demográfica que Tecomán. A diferencia de Tecomán, que hasta finales de la centuria pasada estuvo poblado por una mayoría de indios, en Valenzuela dominaban los criollos y los mestizos. Sus fértiles tierras le llegaron a dar una opulencia de la que no disfrutó Tecomán, para cerca de 1885, despoblarse y desaparecer.
Para 1834, el cura interino de Santiago Tecomán, Celso García de Alba, termina de levantar y firmar un censo de toda la jurisdicción parroquial tecomense, el cual arrojó un total de 2,115 habitantes.

### Modernidad
Con anterioridad a 1946, el desarrollo urbano de Tecomán había sido lento y rústico, en esa época era un pequeño poblado de 5 mil habitantes. La vida, como en toda pequeña congregación rural, era apacible, con pocos vehículos.
La mecanización del campo se dio a finales de la década de 1940 favoreciendo la construcción de canales como Tecuanillo y Miguel Alemán.
La llegada de grandes inversionistas procedentes de Torreón, Coahuila en 1951 propició un crecimiento demográfico sustantivo con la llegada de miles de trabajadores agrícolas de la Comarca Lagunera quienes sembrarían el oro blanco así llamado al algodón, para 1952 Tecomán contaba con poco más de 10,000 habitantes.
En 1952 se construye la carretera pavimentada Tecomán-Boca de Pascuales. Y en 1963, se inauguró el drenaje de la ciudad. En 1964, se pone en servicio la carretera pavimentada Tecomán-El Real, y ese mismo año se termina de construir el Templo del Sagrado Corazón.
Para 1980, la ciudad contaba con 50 mil habitantes. En 1990, se instalan diversas empresas internacionales como Holcim-Apasco (Berna, Suiza), Danisco (København, Dinamarca), Hi-Tech Irrigation, Inc. (Texas, EE. UU.) y Coca-Cola (Georgia, EE. UU). Y en el 2007, se inaugura la empresa USG México, S.A. de C.V. subsidiaría de United States Gypsum Company. En el año 2016, se inaugura la empresa japonesa Yasaki Corporation.

## Geografía
La ciudad de Tecomán está ubicada en el oeste del municipio de Tecomán.
La plaza principal de la ciudad se encuentra en las coordenadas: 18°54′37″N 103°52′22″O / 18.91028, -103.87278.

### Clima
El clima de la ciudad de Tecomán es en su mayor parte tropical cálido y muy cálido, en la parte más al sur de la ciudad se presenta el clima cálido subhúmedo con lluvias en verano.
La temperatura media anual de la ciudad es de 26.6 °C, y su precipitación media es de 801.9 milímetros cúbicos.
| Parámetros climáticos promedio de Tecomán, Colima (1951-2010) | Parámetros climáticos promedio de Tecomán, Colima (1951-2010) | Parámetros climáticos promedio de Tecomán, Colima (1951-2010) | Parámetros climáticos promedio de Tecomán, Colima (1951-2010) | Parámetros climáticos promedio de Tecomán, Colima (1951-2010) | Parámetros climáticos promedio de Tecomán, Colima (1951-2010) | Parámetros climáticos promedio de Tecomán, Colima (1951-2010) | Parámetros climáticos promedio de Tecomán, Colima (1951-2010) | Parámetros climáticos promedio de Tecomán, Colima (1951-2010) | Parámetros climáticos promedio de Tecomán, Colima (1951-2010) | Parámetros climáticos promedio de Tecomán, Colima (1951-2010) | Parámetros climáticos promedio de Tecomán, Colima (1951-2010) | Parámetros climáticos promedio de Tecomán, Colima (1951-2010) | Parámetros climáticos promedio de Tecomán, Colima (1951-2010) |
| Mes                                                           | Ene.                                                          | Feb.                                                          | Mar.                                                          | Abr.                                                          | May.                                                          | Jun.                                                          | Jul.                                                          | Ago.                                                          | Sep.                                                          | Oct.                                                          | Nov.                                                          | Dic.                                                          | Anual                                                         |
| ------------------------------------------------------------- | ------------------------------------------------------------- | ------------------------------------------------------------- | ------------------------------------------------------------- | ------------------------------------------------------------- | ------------------------------------------------------------- | ------------------------------------------------------------- | ------------------------------------------------------------- | ------------------------------------------------------------- | ------------------------------------------------------------- | ------------------------------------------------------------- | ------------------------------------------------------------- | ------------------------------------------------------------- | ------------------------------------------------------------- |
| Temp. máx. abs. (°C)                                          | 38.0                                                          | 38.0                                                          | 38.0                                                          | 39.0                                                          | 41.0                                                          | 39.0                                                          | 41.0                                                          | 40.0                                                          | 39.5                                                          | 41.0                                                          | 40.0                                                          | 39.5                                                          | 41.0                                                          |
| Temp. máx. media (°C)                                         | 32.3                                                          | 32.4                                                          | 32.4                                                          | 32.7                                                          | 33.4                                                          | 34.0                                                          | 34.1                                                          | 34.0                                                          | 33.6                                                          | 34.1                                                          | 33.9                                                          | 33.0                                                          | 33.3                                                          |
| Temp. media (°C)                                              | 24.3                                                          | 24.2                                                          | 24.3                                                          | 25.1                                                          | 26.7                                                          | 28.5                                                          | 28.7                                                          | 28.5                                                          | 28.2                                                          | 28.2                                                          | 26.9                                                          | 25.4                                                          | 26.6                                                          |
| Temp. mín. media (°C)                                         | 16.4                                                          | 15.9                                                          | 16.2                                                          | 17.4                                                          | 19.9                                                          | 22.9                                                          | 23.2                                                          | 23.0                                                          | 22.9                                                          | 22.3                                                          | 20.0                                                          | 17.7                                                          | 19.8                                                          |
| Temp. mín. abs. (°C)                                          | 9.0                                                           | 1.5                                                           | 8.5                                                           | 8.5                                                           | 11.0                                                          | 16.0                                                          | 16.0                                                          | 18.0                                                          | 18.0                                                          | 14.0                                                          | 10.0                                                          | 1.6                                                           | 1.5                                                           |
| Precipitación total (mm)                                      | 29.7                                                          | 4.9                                                           | 4.3                                                           | 0.1                                                           | 13.0                                                          | 101.1                                                         | 156.9                                                         | 170.9                                                         | 192.8                                                         | 86.4                                                          | 27.6                                                          | 14.2                                                          | 801.9                                                         |
| Fuente: Servicio Meteorológico Nacional 16 de agosto de 2022  |                                                               |                                                               |                                                               |                                                               |                                                               |                                                               |                                                               |                                                               |                                                               |                                                               |                                                               |                                                               |                                                               |

## Demografía
La ciudad de Tecomán, de acuerdo con el Instituto Nacional de Estadística y Geografía (INEGI), en el año 2020 tenía una población de 93,737. este dato incluye colonias (Bayardo, Esther Zuno, Estación y otras más) que eran consideradas localidades separadas pero que hoy forman parte de la zona urbana de la cabecera municipal. Por su población, es la 4.ª ciudad más poblada de Colima. 
Hasta diciembre de 2021 existían en la ciudad un total de 32,163 viviendas habitadas, ocupando una área de  1963.76 hectáreas.
| Gráfica de evolución demográfica de Tecomán entre 1900 y 2020                                     |
|                                                                                                   |
| Población de los censos del Instituto Nacional de Estadística y Geografía (INEGI) de 1900 a 2020. |

## Economía
Las principales actividades económicas de la zona son agricultura ( producción mecanizada de limón, cocos, tamarindo, mango y bananas), ganadería (cría y engorda de ganado vacuno, cerdos, ovejas, cabras y apicultura), industrial (procesamiento de cítricos y procesos industriales) y minería (explotación de dolomita, plata y caliza).
En gran parte del lado oriente del municipio existen tierras aptas para una agricultura continua y mecanizada, favorecidas por la precipitación y con obras de infraestructura para riego, lo que permite que se lleven a cabo diversos cultivos como el limón y plátano.
| Los principales cultivos que se desarrollan en el Valle de Tecomán |           |           |             |                 |
|                                                                    |           |           |             |                 |
| Lima                                                               | Plátanos  | Mango     | Maíz        | Arroz           |
|                                                                    |           |           |             |                 |
| Papayo                                                             | Sandía    | Melón     | Chile verde | Sorgo forrajero |
|                                                                    |           |           |             |                 |
| Cocos                                                              | Guanábana | Jitomates | Nopales     | Tamarindo       |

La zona con sus políticas impositivas, de promoción, infraestructura y servicios ha atraído a diversas empresas multinacionales, las cuales han establecido fábricas en Tecomán. En gran parte del sector urbano del municipio hay zonas exclusivas para uso industrial. Se cuenta con un corredor industrial localizado en toda la zona noroeste de la ciudad, su entorno dispone de mano de obra calificada y una infraestructura desarrollada de comunicación, transporte y servicios. Entre las empresas con plantas radicadas en Tecomán se cuentan: Holcim Ltd-Apasco, Coca~Cola, Dupont, United Gypsum Company, Hi-Tech Irrigation, Citrojugo S.A. Danisco, YAZAKI entre otras.
En todo el sur del municipio existen terrenos aptos para sustentar vegetación diferente al pastizal, en donde se desarrollan actividades de pastoreo.

## Cultura
En el municipio se encuentran tumbas prehispánicas en el cerro de Caleras y en la Laguna de Alcuzahue.
El “Rancho San Ángel”, localizado al norte de la cabecera municipal, probablemente sea la construcción más antigua de Tecomán, cuya existencia comprobada es de 150 años, la cual es representativa de la arquitectura de la costa.
Tecomán cuenta con una Casa de la Cultura en la cabecera municipal. Tiene anexo un pequeño museo de cerámica precolombina; ahí se imparten diversas actividades como danza folklórica, escénica y hawaiana; igualmente hay clases de canto, dibujo y piano, entre otras. También cuenta con una biblioteca donde los jóvenes pueden hacer uso de las diferentes bibliografías y computadoras con Internet.
A un costado se encuentra la escultura llamada El árbol de la vida o El Limonero, diseñada por el famoso escultor Sebastián; se le considera ahora como un emblema posmoderno de la ciudad el cual recibe a todo aquel visitante que llega a este municipio, pero también representa el esfuerzo de los productores de limón, por mantener el título que dignamente esta ciudad se ha ganado como “La capital del limón”.
Entre sus festividades tradicionales se destacan, la Procesión del 2 de febrero, y la Peregrinación a Boca de Pascuales:
- Procesión del 2 de febrero

Desde 1876 existe la tradición de procesión mariana y se saca a la imagen de N.ª S.ª de la Candelaria en andas y recorre las zonas aledañas al Santuario Mariano Diocesano, a compañada de numeroso público. Éste peregrinaje se realiza el 2 de febrero, la peregrinación es encabezada por  carros alegóricos que escenifican un pasaje bíblico, bandas de guerra, música y danzantes de diversas regiones del país hacen presencia en tan emotiva y esperada peregrinación. La peregrinación culmina con una misa hospiciada por el Excmo. Señor Obispo de la región.
- Peregrinación a Boca de Pascuales

La peregrinación a Boca de Pascuales se realiza el sábado inmediato al día 2 de febrero. Este recorrido de 13 kilómetros se inicia en el Santuario Mariano Diocesano de N.ª S.ª de la Candelaria en el centro histórico hasta Boca de Pascuales; encabezada por la Virgen de la Candelaria, la cual los feligreses la llevan en sus hombros esto con la finalidad de darle gracias por haber librado al pueblo Tecomense del maremoto que se registró el 22 de junio de 1932.
Al llegar a la playa de  Boca de Pascuales se realiza una celebración eucarística y posteriormente se da inicio al recorrido por la playa con la imagen de la Virgen de la Candelaria.

## Gastronomía
Se destaca la elaboración de ponches, especialmente el elaborado con granada. También se producen algunos aguardientes y tequilas de respetable calidad.
Es típico el ceviche elaborado con carne de pez vela y servido sobre tortillas tostadas en comal o fritas. Los antojitos de tipo mexicano, chilaquiles rojos, como sopes, tamales, tamales de ceniza, el tatemado, pozole y birria, son típicos de la región.
En las poblaciones del litoral del pacífico, los platillos se preparan principalmente con pescados y mariscos, como los camarones a la diabla o en cóctel, langostinos al mojo de ajo o con chile de árbol, cangrejos de río a la plancha y una extensa variedad de guisos preparados con pescado y mariscos, como atún, pez vela, dorado y pulpo.

## Turismo
Tecomán es el segundo municipio más concurrido por turistas nacionales y extranjeros, por su cercanía con el Puerto de Manzanillo lo ubican como un destino alterno para degustar la excelente gastronomía de mar que ofrecen las tradicionales "ramadas", a lo largo de la costa tecomense.
- Playas en Tecomán

Entre los sitios turísticos más concurridos se encuentran: Playa de “El Real” ubicada a 10 km al sur de Tecomán; es de mar abierto y aguas profundas que facilitan la práctica del surfing; Playa “Boca de Pascuales”, localizada a 12 km de la ciudad de Tecomán, también de mar abierto, sus azules aguas profundas y de oleaje fuerte, la hacen igualmente propicia para la práctica del surfing. Estos dos sitios también son típicos y tradicionales por los establecimientos de alimentos especializados en mariscos, los cuales tienen los peculiarmente tropicales techos de palapas (conocidos en la zona como “ramadas”), donde se pueden disfrutar deliciosos platillos a base de productos del mar, tales como: langostinos al mojo de ajo, filete de pescado relleno, caldo de iguana, pescado “a la talla”, pescado “zarandeado”, ceviche, mollos, camarones empanizados, jaiba al mojo de ajo, tacos de frijoles a las brasas, cocada, limón relleno de coco, mango enmielado, coco con ginebra, tuba y tejuino.
- Feria Nacional del limón

La Feria Nacional del Limón (FENALI) es toda una tradición. La misma se realiza durante el mes de enero y los primeros días de febrero.
Exposiciones artesanales, comerciales e industriales y ganaderas se suman a la feria, donde también se pueden presenciar peleas de gallos y presentaciones de una variedad de artistas en el Centro de Espectáculos del Palenque Joan Sebastian.
- Festival Internacional Puesta del Sol

Se realiza durante el periodo vacacional de Semana Santa, teniendo como escenario principal el Malecón. El festival es acompañado por eventos artísticos y culturales de talla nacional e internacional.
- Glorieta de El Limonero; Árbol de la vida

La columna representa la fuerza y vigor del municipio que nace de la tierra y se convierte en el sostén económico del Estado. La escultura esta adornada por 10 limones, que representan los municipios del Estado de Colima. Tiene una altura de 33 metros y un peso de 110 toneladas.
- Glorieta de Los Tlalchichis

En el entronque que converge el libramiento norte Fernando Moreno Peña y libramiento sur Rubén Tello González, se encuentra la glorieta de Los Tlalchichis, llamada popularmente "Perritos Colimotes", fue una raza de perros prehispánicos oriundo del estado de Colima. La obra monumental fue realizada por el Maestro-artesano jalisciense Guillermo Ríos Alcalá, la obra forma parte de la identidad prehispánica del estado que fue descubierta en una tumba de tiro y que pertenece a la "fase Comala" del año 300 a. C.
La escultura representa la transición del poder; la transmisión del conocimiento del perro grande a su cachorro.

## Deporte y esparcimiento
El Municipio cuenta con diferentes espacios para la práctica del deporte. Existen dos unidades deportivas las cuales están acondicionadas para la práctica de fútbol, baloncesto, béisbol, natación, atletismo, tenis, frontón y voleibol. Se destaca el Polideportivo Universitario.
El Estadio del Instituto Autónomo de Educación de Tecomán, I.A.E.T.A.C. perteneciente a la Universidad Autónoma de Guadalajara es la casa del Club Deportivo Atlético Tecomán A.C. de la Tercera División Profesional del Fútbol Mexicano.
El Parque Metropolitano de Tecomán, se encuentra en la zona noreste de la ciudad, es un área de convivencia familiar en donde se puede encontrar; el parque acuático con albercas y toboganes de agua salada, trotapista, ciclopista, fuente danzarina monumental, velaría con capacidad para 5,000 asistentes.

## Política

### Alcaldes
| Año       | Alcalde                               | Partido Político                     |
| --------- | ------------------------------------- | ------------------------------------ |
| 1581      | Melchor Ruiz                          | Gobernador de la República de Indios |
| 1764      | Miguel Barajas                        | Alcalde                              |
| 1767      | Antonio Biana                         | Alcalde                              |
| 1770      | Salvador Ruíz                         | Alcalde                              |
| 1773      | Diego Salinas                         | Alcalde                              |
| 1778      | Diego López                           | Alcalde                              |
| 1779      | Juan Francisco                        | Alcalde                              |
| 1780      | Fabián Sebastián                      | Alcalde                              |
| 1781      | Miguel Martín                         | Alcalde                              |
| 1795      | Gregorio Yriarte                      | Alcalde                              |
| 1796      | Cristóbal Juan                        | Alcalde                              |
| 1800      | Salvador Juan                         | Alcalde                              |
| 1801      | Pedro de la Cruz                      | Alcalde                              |
| 1802      | Juan Antonio Carrillo                 | Alcalde                              |
| 1809      | Sebastián Gaspar                      | Alcalde                              |
| 1810      | Juan Villasana                        | Subdelegado                          |
| 1811      | Pedro Miguel                          | Subdelegado                          |
| 1833      | Juan Pérez                            | Teniente de alcalde                  |
| 1886      | Carlos Aguilar                        | Alcalde                              |
| 1896      | Justo Cardoso                         | Alcalde                              |
| 1897      | Lorenzo Gómez                         | Alcalde                              |
| 1898      | Juan López                            | Alcalde                              |
| 1899      | Serapio Montes de Oca                 | Alcalde                              |
| 1901      | Justo Cardoso                         | Alcalde                              |
| 1902      | Juan López                            | Alcalde                              |
| 1904      | Ventura Cruz                          | Alcalde                              |
| 1905      | Emiliano García                       | Alcalde                              |
| 1914      | Antonio García Barragán               | Alcalde                              |
| 1915      | Ismael B. Bermúdez                    | Alcalde                              |
| 1916      | J. Cruz González                      | Alcalde                              |
| 1917      | Ramón Llerenas                        | Alcalde                              |
| 1920-1921 | Bartolo Núñez                         | Alcalde                              |
| 1922      | Rafael Serrano                        | Alcalde                              |
| 1922      | Miguel Alcaraz                        | Alcalde                              |
| 1923-1924 | Crescencio Salazar González           | Alcalde                              |
| 1924      | Bartolo Núñez                         | Alcalde                              |
| 1924      | Francisco Arcega                      | Alcalde                              |
| 1925      | Miguel Alcaraz                        | Alcalde                              |
| 1925      | Prisciliano Zepeda                    | Alcalde                              |
| 1925-1926 | Rodolfo Amouroux                      | Alcalde                              |
| 1927-1929 | Francisco Arcega                      | Alcalde                              |
| 1929      | Crescencio Salazar                    | PNR                                  |
| 1930      | Miguel García                         | PNR                                  |
| 1931      | Ramón Solórzano                       | PNR                                  |
| 1931      | Antonio García Brizuela               | PNR                                  |
| 1931      | Félix Cabellos                        | PNR                                  |
| 1932      | Gregorio Zúñiga                       | PNR                                  |
| 1932      | Sebastián Saucedo                     | PNR                                  |
| 1933      | Pedro Gutiérrez                       | PNR                                  |
| 1933-1934 | Teodoro Gaytán                        | PNR                                  |
| 1934      | Pablo Alamillo                        | PNR                                  |
| 1936      | Juan G. Gaitán                        | PNR                                  |
| 1936      | Antonio Gallegos                      | PNR                                  |
| 1936      | Marciano Cabrera                      | PNR                                  |
| 1936      | José S. Andrade                       | PNR                                  |
| 1937      | Gregorio Zúñiga                       | PNR                                  |
| 1938      | Crescencio Salazar                    | PRM                                  |
| 1939      | Jorge B. Mesina                       | PRM                                  |
| 1939      | Ascensión García                      | PRM                                  |
| 1940      | Ignacio Gómez                         | PRM                                  |
| 1940      | Antonio García Brizuela               | PRM                                  |
| 1941      | Eleazar Escobedo Trigo                | PRM                                  |
| 1942      | Manuel Muñoz                          | PRM                                  |
| 1943      | Andrés López Galván                   | PRM                                  |
| 1944      | José S. Andrade                       | PRM                                  |
| 1945      | Fortunato Gallegos                    | PRM                                  |
| 1946-1948 | Alfonso Herrera                       | PRI                                  |
| 1949-1951 | José Espinoza Rivera                  | PRI                                  |
| 1951-1954 | Miguel Bracamontes                    | PRI                                  |
| 1955      | José Gaytán Moreno                    | PRI                                  |
| 1955-1956 | Ing. Antonio González Fernández       | PRI                                  |
| 1956-1958 | Jesús Assam Chavarín                  | PRI                                  |
| 1958-1961 | Jorge Ochoa Gutiérrez                 | PRI                                  |
| 1961-1964 | Enrique Bayardo López                 | PRI                                  |
| 1964      | Jorge Cabrera Salazar                 | PRI                                  |
| 1964-1967 | José Espinoza Rivera                  | PRI                                  |
| 1967      | Dr. José Salazar Cárdenas             | PRI                                  |
| 1968-1970 | Dr. Ricardo Sevilla del Río           | PRI                                  |
| 1970-1973 | Ing. Filemón Cervantes Hernández      | PRI                                  |
| 1973-1976 | J. Concepción Rodríguez               | PRI                                  |
| 1976-1979 | Salvador Solís                        | PRI                                  |
| 1979-1982 | Elías Lozano                          | PRI                                  |
| 1982-1985 | Rubén Rosas García                    | PRI                                  |
| 1985      | Jorge Mesina Peña                     | PRI                                  |
| 1985-1988 | Lic. Juan José Sevilla Solórzano      | PRI                                  |
| 1988-1991 | Ing. Enrique Alcocer Acevedo          | PRI                                  |
| 1991-1994 | Ing. Federico Gudiño Novoa            | PRI                                  |
| 1994-1997 | Licda. Ma. Elena Espinosa Radillo     | PRI                                  |
| 1997-2000 | Profr. Gustavo Alberto Vázquez Montes | PRI                                  |
| 2000      | Lic. Jaime Castañeda Esparza          | PRI                                  |
| 2000-2003 | Ing. Oscar Armando Ávalos Verdugo     | PRI                                  |
| 2003-2005 | Ing. Elías Martínez Delgadillo        | PAN                                  |
| 2005-2006 | Lic. Pablo Ochoa Mendoza              | PAN                                  |
| 2006-2009 | Lic. Juan Carlos Pinto Rodríguez      | PRI                                  |
| 2009-2012 | CP Saúl Magaña Madrigal               | PAN                                  |
| 2012-2015 | Ing. Héctor Raúl Vázquez Montes       | PRI                                  |
| 2015-2018 | José Guadalupe García Negrete         | PAN                                  |
| 2018-2021 | Ing. Elías Antonio Lozano Ochoa       | Morena                               |

Fuente: Compendio de libros Monografía Tecomán del Dr. José Salazar Cárdenas, y Las Parroquias de Caxitlán y Tecomán, del Pbro. Roberto Urzúa Orozco. 

## Medios de comunicación

### Radiodifusoras
En la Ciudad de Tecomán, se sintonizan 11 estaciones de radio en A.M., y 15 estaciones de radio en F.M.

### Televisoras de señal abierta análoga
| Nombre                 | Televisora          | Canal | Contenidos                             | Tipo             |
| Las Estrellas          | Televisa            | 2     | Entretenimiento                        | Nacional         |
| Azteca Uno             | TV Azteca           | 4     | Entretenimiento                        | Nacional         |
| Canal 5                | Televisa            | 5     | Entretenimiento (caricaturas y series) | Nacional         |
| Azteca 7               | TV Azteca           | 7     | Series y películas                     | Nacional y local |
| Donde Colima se ve     | Gobierno del Estado | 11    | Entretenimiento y noticias             | Local            |
| XHTEC-TV Las Estrellas | Televisa            | 10    | Entretenimiento y noticias             | Local            |

### Sistemas local de cable
- Colired
- Telecable de Tecomán.
- Izzi.

### Televisión satelital
- Sky de México
- Dish Network
- Hi-tv
- Megaseñal
- Cablevisión
- StarTV

### Periódicos
- Ocho columnas
- Ecos de la Costa
- Diario de Colima
- Milenio
- Bisemanario El Alacrán

#### Revistas y semanarios
- Monitor (desaparecido)
- Punto Sport (solo deportes y sociales)
- El Observatorio
- El Alacrán
- Avance Informativo
- Avanzada

#### Medios digitales
- El Alacrán Digital
- Contexto Colima
- Visión Costera
- Pablo Ávila Martínez
- El Observatorio
- Blog del Alacrán
- Avance informativo

## Transportes
- Autobuses

La ciudad cuenta con una Central de Autobuses dónde diariamente se efectúan 317 corridas y se transporta un promedio de 6,219 personas a las principales ciudades del país. El transporte urbano de Tecomán está gestionado a través del Sistema Único del Servicio de Transporte Urbano y Suburbano de Tecomán (S.U.S.T.U.S.). Los característicos autobuses conectan los distintos barrios y colonias de la ciudad.
- Carreteras y autopistas

Tecomán se encuentra perfectamente comunicada con el resto del país a través de dos importantes carreteras:
La Carretera Federal 54 Comienza su trayecto en ciudad Mier, Tamaulipas y finaliza en el Occidente de México en la ciudad de Tecomán para ser preciso. Comunica el Valle de Tecomán con el Noreste del país.
La Carretera Federal 200 se inicia en la ciudad de Tapachula, Chiapas, y finaliza en la ciudad de Tepic, Nayarit. La carretera costera comunica la ciudad de Tecomán con los principales puertos y desarrollos turísticos del pacífico mexicano como son:
- Ferrocarril

En los años 80, se contaba con tres estaciones de ferrocarril; la Estación Tecomán, Estación Caleras y Estación Madrid, mismas que servían para abordar el "tren" y viajar hacia la ciudad de Colima y Guadalajara principalmente.
El transporte ferroviario se realiza por la vía Guadalajara - Manzanillo que cruza el corredor industrial. Hoy en día es utilizado para el envío de contenedores con mercancías que salen del puerto de Manzanillo, así como de empresas mineras y transnacionales ubicadas en la zona industrial de Tecomán.
- Aeropuertos

A 50 minutos de la ciudad de Tecomán y a una distancia de 70 km por la Autopista Colima-Tecomán, se localiza el Aeropuerto Nacional Licenciado Miguel de la Madrid (código IATA: CLQ, código OACI: MMIA). Operan las empresas Volaris  y Transportes Aeromar.
Además el Aeropuerto Internacional "Playa de Oro" (código IATA: ZLO, código ICAO: MMZO), localizado a 86 kilómetros de la ciudad de Tecomán y a una distancia de 1 hora por la Autopista Tecomán-Manzanillo/International Airport "Playa de Oro". Desde este aeropuerto operan las empresas: Volaris, Interjet, AeroMéxico, West Jet Airlines, Transportes Aeromar, Alaska Airlines, CanJet Airlines, United Airlines, United Transat, US Airways, Virgin America.